# William Weigand
William Keith Weigand (ur. 23 maja 1937 w Bend, Oregon) – amerykański duchowny katolicki, biskup Sacramento w latach 1993–2008.

## Życiorys
Przyszedł na świat w rodzinie Harolda i Alice z domu Kennedy. Jeden z jego braci jest mnichem benedyktyńskim, a drugi lekarzem. Ukończył seminarium duchowne w Kenmore. Święcenia kapłańskie otrzymał 25 maja 1963 z rąk bp. Sylvestra Treinera i inkardynowany został do diecezji Boise. W latach 1964–1968 był kanclerzem diecezji. Następnie wyjechał na misje do Kolumbii. Po powrocie do kraju w grudniu 1977 został proboszczem w Homedale.
3 września 1980 papież Jan Paweł II mianował go ordynariuszem diecezji Salt Lake CIty. Sakry udzielił mu metropolita John Raphael Quinn. Od 30 listopada 1993 do przejścia na emeryturę 29 listopada 2008 sprawował funkcję biskupa Sacramento.
Bp Weigand od wielu lat cierpi z powodu złego stanu zdrowia. Rozpoznano u niego zapalenie dróg żółciowych, co doprowadziło do konieczności przeszczepu wątroby w 2005 roku. W 2007 otrzymał do pomocy koadiutora, który ostatecznie przejął sukcesję w diecezji, a bp Weigand udał się na przedwczesną emeryturę. Udziela się duszpastersko nadal, pomagając ordynariuszowi w szafowaniu sakramentami.